# Svante Linusson
Hans Svante Linusson, född 23 oktober 1969 i Älvsborgs församling i Göteborgs och Bohus län, är en svensk matematiker och centerpartistisk politiker. 

## Biografi

### Forskarkarriär
Linusson disputerade 1995 vid Kungliga Tekniska högskolan (KTH), var tidigare professor i tillämpad matematik vid Linköpings universitet och blev därefter professor vid KTH. Han är framför allt är verksam inom kombinatorik, algebra och topologi. Han har även forskat om det svenska valsystemet och efter det svenska valet 2010 anlitades Linusson som expert av Valprövningsnämnden för att beräkna sannolikheter för att valresultat påverkats av felaktigheter i olika valkretsar.. 

### Politik
Linusson inledde sin politiska karriär i Stockholmspartiet och var under ett tag dess ordförande, men lämnade posten hösten 2006. Efter valet 2018 gjorde Svante Linusson comeback i kommunalpolitiken i Stockholm – som förtroendevald för Centerpartiet. Där har han fokuserat på frågor som cykling, trafik, klimat och stadsbyggnad. Sedan valet 2022 är han gruppledare för Centerpartiet i exploateringsnämnden och vice ordförande för Stockholm parkering. 
I EU-parlamentsvalet 2024 står Linusson på tredje plats på Centerpartiets valsedel. I valet har han valt att driva frågor om artificiell intelligens, digitalisering, övervakning, och att ta strid mot EU-kommissionär Ylva Johanssons förslag om Chat Control. Hans valfilm innehöll en deepfake med Vladimir Putin för att varna om subtila påverkansförsök med hjälp av AI under de sista veckorna av EU-valrörelsen.